# Ars nova (ensemble instrumental)
 (avril 2020).
- Si vous ne connaissez pas le sujet, laissez ce bandeau (vous pouvez alors contacter les auteurs).
- Si vous supprimez le contenu mis en cause (vous pouvez préalablement contacter les auteurs),

argumentez précisément cette suppression dans la page de discussion
(un manque de référence n'est pas un argument ; une recherche réelle de référence doit avoir été effectuée, être formellement documentée).
 (avril 2020).
 (avril 2020).
Pour les articles homonymes, voir Ars nova (homonymie).
Ars Nova est un ensemble instrumental fondé en 1963 par le compositeur et chef d’orchestre Marius Constant.

## Historique
Lors de sa création en 1963, l'ensemble Ars Nova réunit une vingtaine de musiciens, la plupart solistes des orchestres de l'Opéra et de l’ORTF. Par la suite, d’autres ensembles vont se créer sur un modèle similaire : Musique Vivante en 1966, 2E2M en 1972, L’itinéraire en 1973 puis l'Ensemble Intercontemporain en 1976[réf. nécessaire]. 
Cela coïncide avec la création par André Malraux d’une Direction de la Musique (1966) ; elle est confiée au compositeur Marcel Landowski qui va soutenir ces formations et encourager la création musicale[réf. nécessaire].
En 1987, Marius Constant confie la direction de l’ensemble à son jeune assistant Philippe Nahon. À partir de cette période, l'Ensemble Ars Nova est entouré de compositeurs tels qu'Olivier Messiaen, Maurice Ohana, Iannis Xenakis, ou encore Pascal Dusapin au début de sa carrière.
Avec l'aide de Benoist Baillergeau, qui codirigea l’ensemble jusqu’en 2013, Philippe Nahon propose alors à la direction de la Musique du ministère de la Culture de décentraliser cet ensemble parisien dans la région Poitou-Charentes et à La Rochelle. Maurice Fleuret, Directeur de la Musique, convainc les tutelles régionales de soutenir, avec l’État, Ars Nova ensemble instrumental. 
En 1999, l'ensemble Ars Nova déménage à Poitiers pour participer à la construction du Théâtre Auditorium (Scène Nationale de Poitiers). Il est inauguré en 2008, et l'ensemble Ars Nova en est depuis structure artistique associée.

## Description
Le projet d’Ars Nova (ensemble instrumental) a pour objet de travailler surtout sur la musique du XXe siècle. Il a passé commande de créations : Des Canyons aux Étoiles d’Olivier Messiaen (1975), plusieurs œuvres de Maurice Ohana, ou encore, la tournée internationale de Carmen, adapté par Marius Constant et mis en scène par Peter Brook. L'ensemble a travaillé avec Pascal Dusapin ou encore Marc Monnet,.

## Direction
- 1963-1987 : Marius Constant
- 1987-2017: Philippe Nahon[10]
- 2018-2020 : Jean-Michaël Lavoie[4]
- Depuis 2020 : Benoît Sitzia[11]

## Discographie
- Marius Constant, Chants de Maldoror, Erato, 1964
- Marius Constant, Ensemble Ars Nova De L'O.R.T.F., Éloge De La Folie, Erato, 1966
- Iannis Xenakis Oresteia, Erato, The Record Society, 1970
- Jeune Musique Roumaine, dir. Marius Constant, Erato, 1970
- Constant / Stockhausen - Gualda, The Record Society, World Record Club, 1971
- Xenakis / Constant - Syrmos / Polytope / Medea, Erato, 1971
- Ohana / Constant - Syllabaire pour Phèdre-Signes, Erato, 1974
- Messiaen, Des Canyons Aux Étoiles, Erato, 1977
- Jolas - Stance - Points D'aube - J.D.E, Orchestre Philharmonique de Radio France, Ensemble Ars Nova, Adès, 1978
- Maurice Ohana, Federico García Lorca - Llanto Por Ignacio Sánchez Mejías, Erato, 1978
- Erik Satie - 9 Entracte, Musique D'Ameublement, Sonnerie Pour Réveiller Le Roi Des Singes, Vexations, Erato, 1981
- Arnold Schönberg, musicien et peintre, L'Empreinte digitale - Nocturne,
- Ohana - Alain Meunier Orchestre National De France, Ensemble Ars Nova De L'O.R.T.F. – Anneau Du Tamarit, Signes, Livre Des Prodiges, Erato, 1990
- François Mechali, Daniel Humair, Larry Schneider, Ars Nova Ensemble* – Détachements D'Orchestre, Adda Distribution, 1992
- Marc Monnet - Knox, Arditti String Quartet, Ars Nova, Nahon - Marc Monnet 2: Pièces Rompues, Montaigne, 1996
- Pascal Dusapin, Requiem's, chœur de chambre Accentus, dir. Laurence Equilbey - Naïve, Auvidis, 2000
- Alexandros Markeas, Dimotika, L'Empreinte digitale - Nocturne, 2004
- Luc Ferrari Michel Maurer, Françoise Rivalland, Ensemble Ars Nova – Collection, 2004
- Messiaen -  Des Canyons Aux Étoiles..., Hymne Au Saint-Sacrement, Les Offrandes Oubliées, Apex, 2004
- Denis Levaillant, O.P.A. mia (opéra), DVD, Harmonia Mundi, 2006
- Luc Ferrari, Collection, L'Empreinte digitale - Nocturne, 2003
- Pascal Dusapin, Musiques pour ensemble, chœur de chambre Accentus, dir. Laurence Equilbey, Naïve - Auvidis
- Zad Moultaka, Visions, œuvres vocales, L'Empreinte digitale - Nocturne, 2008
- Franck Vigroux & Ars Nova Ensemble Instrumental, Broken Circles Live, D'Autres Cordes, 2010
- Bernard Cavanna, Ars Nova, Philippe Nahon, Messe un jour ordinaire, MFA/Radio France
- Bernard Cavanna, Ars Nova, Philippe Nahon, A l'agité du bocal d'après un texte de Céline, L'Empreinte digitale

## Médias divers
- Le Caillou dans la chaussure, 52 min, documentaire de Delphine de Blic. L'Empreinte digitale, 2015
- « A l'agité du bocal » de L.-F. CELINE par ARS NOVA (2015)
- « La Rosa... », musique de Martin Matalon, Festival d'Ile-de-France, 2013
- John Cage Cunningham : Un Jour ou Deux Paris, Opéra Garnier, 2012
- « L'ensemble Ars Nova : une contribution au pluralisme esthétique dans la musique contemporaine (1963-1987) » de François Madurell. Edition L'Harmattan, 2003
- Interview « Philippe Nahon : mémoires d'Ars Nova » https://www.francemusique.fr/emissions/le-portrait-contemporain/le-portrait-contemporain-du-mercredi-11-octobre-2017-37150
- Pascal Dusapin Aks (1987) pour soprano et ensemble